# Francesca Eastwood
Francesca Ruth Fisher-Eastwood (Redding, 7 de agosto de 1993) es una actriz estadounidense.

## Biografía
Francesca Ruth es hija de la actriz Frances Fisher y del actor y director Clint Eastwood.Sus hermanos por parte de padre son Laurie Warren Murray (1954), Kimber Lynn Eastwood (1964), Kyle Eastwood (1968), Alison Eastwood (1972), Scott Eastwood (1986), Kathryn Eastwood (1988) y Morgan Eastwood (1996).

## Filmografía
- 1995  The Stars Fell on Henrietta - Mary Day.
- 1999  True Crime - Kate Everett.
- 2012 Mrs. Eastwood & Company serie de TV (7 episodios) - Ella misma.
- 2013 Final Girl
- 2014 Jersey Boys - Camarera.
- 2014 Kids vs. Monsters Candy.
- 2015 Wuthering High School - Ellen. Telefilm
- 2015 Final Girl - Gwen
- 2015 Mother of All Lies - Sara. Telefilm
- 2015 Girl Missing - Jane. Telefilm
- 2015 Kids vs Monsters - Candy
- 2015 Cardinal X - Jeanine
- 2015 Heroes Reborn - Molly Walker. Serie de televisión, 3 episodios
- 2016 Outlaws and Angels - Florence Tildon
- 2017 La bóveda - Leah Dillon
- 2017 M.F.A. - Noelle Posero
- 2019 A violent separation - El camino
- 2019 Wake Up - Diana
- 2021 Old - Madrid
- 2021 Attention Attention  - Mica
- 2024: Clawfoot - Janet[5]
- 2024: Juror #2 - Kendall Carter

## Vida personal
Realizó sus estudios en Monterey, California.